# Ascan von Bargen
Ascan von Bargen (* 1976) ist ein Schriftsteller und Fantasy-Autor.

## Leben
Ascan von Bargen studierte Anglistik und Romanistik. Zu seinen ersten Veröffentlichungen zählten Dark-Fantasy-, aber auch Adels- und Liebesromane (Heftromane). Von Bargen wurde für den Hörspiel Award und den Deutschen Phantastik Preis nominiert.
Die finnische Symphonic-Metal-Band Nightwish steuerte für von Bargens Vatikan-Thriller-Serie Insignium – Im Zeichen des Kreuzes ihre Hit-Single Amaranth als Titelmelodie bei. Die Hauptrolle des päpstlichen Sonderermittlers Sante della Vigna in von Bargens Hörspielserie wird von Dietmar Wunder gesprochen, der als Synchronsprecher für den James-Bond-Darsteller Daniel Craig bekannt ist.

## Werke

### Romane
- Die Legenden des Abendsterns (März 2006) – ISBN 978-3-937536-95-8
- Lilienblut (Mai 2007) – ISBN 978-3-86608-077-5

### Anthologien
- Schattenversuchungen (Mai 2009) – ISBN 978-3-940235-41-1
- Sad Roses (September 2009) – ISBN 978-3-940235-40-4
- Höllische Weihnachten (November 2009) – ISBN 978-3-940235-42-8

## Hörbücher / Hörspiele

### Annwyn
- Annwyn – Die Tore der Anderwelt (August 2004) – ISBN 978-3-935287-85-2
- Annwyn – Die Tore der Anderwelt II (Februar 2005) – ISBN 978-3-935287-87-6

### Requiem
- Requiem – Nacht des Schreckens (Mai 2006) – ISBN 978-3-937070-93-3
- Requiem II – Margots Blutfest (Februar 2009) – ISBN 978-3-86714-116-1

### Dark Trace – Spuren des Verbrechens
- Die Bestie von Amsterdam (März 2008) – ISBN 978-3-86714-077-5
- Das Imperium des Blutes (November 2008) – ISBN 978-3-86714-132-1
- Der Florentinische Spiegel (November 2008) – ISBN 978-3-86714-133-8
- Die Signatur des Mörders (März 2009) – ISBN 978-3-86714-200-7
- Nachtschwärmer (Mai 2009) – ISBN 978-3-86714-201-4
- Das Syndikat (Juli 2009) – ISBN 978-3-86714-202-1
- Weißes Fleisch (Juli 2010) – ISBN 978-3-86714-270-0

### Die Morde des Émile Poiret
- Das Mysterium des Vollmond-Sees (April 2009) – ISBN 978-3-86714-206-9
- Briefe um Mitternacht (Mai 2009) – ISBN 978-3-86714-207-6
- Der Fluch der weißen Rose (Juni 2009) – ISBN 978-3-86714-208-3
- Das Grab des Oliver Raymonds (Juni 2009) – ISBN 978-3-86714-209-0
- Vanisia (Juni 2010) – ISBN 978-3-86714-271-7
- Symphonie in Blut (Juni 2010) – ISBN 978-3-86714-272-4
- Kathedrale des Unheils (September 2010) – ISBN 978-3-86714-304-2
- Marrakesch (November 2010) – ISBN 978-3-86714-305-9

### Meister des Schreckens
- Mary W. Shelley's FRANKENSTEIN (März 2008) – ISBN 978-3-86714-078-2
- Oscar Wilde's DAS BILDNIS DES DORIAN GRAY (März 2009) – ISBN 978-3-86714-135-2

### Insignium – Im Zeichen des Kreuzes
- Keusche Hure (Januar 2010) – ISBN 978-3-86714-264-9
- 33 Tage weißes Licht (Januar 2010) – ISBN 978-3-86714-265-6
- Das schwarze Reich (Juli 2010) – ISBN 978-3-86714-273-1

## Auszeichnungen
Deutscher Phantastik Preis:
- 2008 Nominierung für „Bestes Hörbuch/Hörspiel“ für Requiem – Nacht des Schreckens

Hörspiel-Award:
- 2004 Nominierung für „Bestes Einzelhörspiel (Erwachsene)“ und „Cover des Jahres“ für Annwyn – Die Tore der Anderwelt
- 2005 Nominierung für „Cover des Jahres“ für Annwyn – Die Tore der Anderwelt II
- 2008 Nominierung für „Beste Serie (Erwachsene)“ für Dark Trace – Spuren des Verbrechens